# Diocesi di Callao
La diocesi di Callao (in latino Dioecesis Callaënsis) è una sede della Chiesa cattolica in Perù suffraganea dell'arcidiocesi di Lima. Nel 2023 contava 1.324.000 battezzati su 1.606.460 abitanti. È retta dal vescovo Luis Alberto Barrera Pacheco, M.C.C.I.

## Territorio
La diocesi comprende la regione di Callao.
Sede vescovile è la città di Callao, dove si trova la cattedrale di San Giuseppe in Bellavista.
Il territorio è suddiviso in 58 parrocchie.

## Storia
La diocesi è stata eretta il 29 aprile 1967 con la bolla Aptiorem Ecclesiarum di papa Paolo VI, ricavandone il territorio dall'arcidiocesi di Lima.
Il 10 marzo 1970 in virtù del decreto Ad tutius consulendum della Congregazione per i vescovi la diocesi si è ampliata, annettendo il distretto di Ventanilla nella parte settentrionale della regione di Callao, che era appartenuto all'arcidiocesi di Lima.

## Cronotassi dei vescovi
Si omettono i periodi di sede vacante non superiori ai 2 anni o non storicamente accertati.
- Eduardo Picher Peña † (3 agosto 1967 - 31 maggio 1971 nominato arcivescovo di Huancayo)
- Luis Vallejos Santoni † (20 settembre 1971 - 14 gennaio 1975 nominato arcivescovo di Cusco)
- Ricardo Durand Flórez, S.I. † (14 gennaio 1975 - 17 agosto 1995 ritirato)
- Miguel Irizar Campos, C.P. † (17 agosto 1995 succeduto - 12 dicembre 2011 ritirato)
- José Luis Del Palacio y Pérez-Medel (12 dicembre 2011 - 15 aprile 2020 dimesso)[3]
- Luis Alberto Barrera Pacheco, M.C.C.I., dal 17 aprile 2021

## Statistiche
La diocesi nel 2023 su una popolazione di 1.606.460 persone contava 1.324.000 battezzati, corrispondenti all'82,4% del totale.
| anno | popolazione | popolazione | popolazione | presbiteri | presbiteri | presbiteri | presbiteri                | diaconi | religiosi | religiosi | parrocchie |
| anno | battezzati  | totale      | %           | numero     | secolari   | regolari   | battezzati per presbitero | diaconi | uomini    | donne     | parrocchie |
| ---- | ----------- | ----------- | ----------- | ---------- | ---------- | ---------- | ------------------------- | ------- | --------- | --------- | ---------- |
| 1970 | 285.000     | 350.000     | 81,4        | 47         | 10         | 37         | 6.063                     |         | 47        | 101       | 13         |
| 1976 | 316.000     | 321.231     | 98,4        | 19         | 19         |            | 16.631                    |         | 40        | 98        | 15         |
| 1980 | 299.000     | 327.000     | 91,4        | 51         | 24         | 27         | 5.862                     |         | 59        | 95        | 18         |
| 1990 | 511.000     | 615.000     | 83,1        | 71         | 41         | 30         | 7.197                     | 4       | 70        | 124       | 36         |
| 1999 | 696.445     | 757.006     | 92,0        | 82         | 65         | 17         | 8.493                     | 9       | 90        | 155       | 43         |
| 2000 | 755.642     | 821.352     | 92,0        | 86         | 67         | 19         | 8.786                     | 10      | 86        | 185       | 45         |
| 2001 | 817.847     | 891.384     | 91,8        | 88         | 69         | 19         | 9.293                     | 13      | 92        | 185       | 46         |
| 2002 | 817.847     | 891.384     | 91,8        | 93         | 74         | 19         | 8.794                     | 12      | 87        | 185       | 46         |
| 2003 | 830.000     | 900.000     | 92,2        | 99         | 78         | 21         | 8.383                     | 12      | 54        | 112       | 46         |
| 2004 | 836.035     | 950.040     | 88,0        | 95         | 73         | 22         | 8.800                     | 12      | 71        | 157       | 46         |
| 2006 | 852.000     | 969.000     | 87,9        | 102        | 83         | 19         | 8.352                     | 12      | 62        | 188       | 47         |
| 2013 | 944.000     | 1.046.000   | 90,2        | 100        | 84         | 16         | 9.440                     | 10      | 33        | 202       | 53         |
| 2016 | 975.585     | 1.081.737   | 90,2        | 114        | 90         | 24         | 8.557                     | 9       | 64        | 179       | 56         |
| 2019 | 1.164.400   | 1.412.760   | 82,4        | 124        | 102        | 22         | 9.390                     | 7       | 40        | 162       | 56         |
| 2021 | 1.296.670   | 1.573.250   | 82,4        | 115        | 100        | 15         | 11.275                    | 7       | 22        | 173       | 58         |
| 2023 | 1.324.000   | 1.606.460   | 82,4        | 119        | 101        | 18         | 11.126                    | 6       | 27        | 182       | 58         |